# Karup Posthus
Karup Posthus eller Karup Distributionscenter var et postdistributionscenter i Karup.
Da postekspeditionen lukkede i posthuset, blev personalet virksomhedsoverdraget til en nyindrettet postbutik i den lokale SuperBrugsen. Det skyldtes flere års fald i posthusets omsætning.
Posthusbygningen blev opført i 1968 i gule teglsten, og den blev ombygget i 1986.